# Love Story (cântec de Edward Maya)
"Love Story" este un cântec al producătorului și cantautorului român Edward Maya, lansat pe 14 iunie 2012. Cântecul a fost lansat prin intermediul proiectului său, Violet Light, de casa sa de discuri Mayavin Records.